# Frankie Silver
Frances "Frankie" Stewart Silver (ca. 1815 – 12. juli 1833) blev hængt i Morganton i Burke County, North Carolina, USA for mordet på sin mand Charles "Charlie" Silver.

## Baggrund
Frances Stuart Silver var datter af Isaiah og Barbarara "Barby" Stuart. Ud over Frances var der også fire sønner i familien, John, Joseph, Jackson og Blackstone. En femte søn, Charles, var død som helt lille. Omkring 1825 flyttede familien til den lille bebyggelse Kona i det daværende Burke County i det vestlige North Carolina nær grænsen til Tennessee. Her mødte Frances den tre år ældre Charles Silver, kaldet Charlie. I 1829, da Frankie var 14 og Charlie 17, blev de to gift. De slog sig ned på et stykke jord, som Charlie havde fået af sin far. Jordlodden lå mellem de to familiers hjem.

## Mordet
Kort før jul 1831 forsvandt Charlie, efter sigende efter at være gået ud på en jagttur, men Frankie opførte sig mistænkeligt, og da der blev fundet spor af blod og rester af knogler i og uden for den hytte, hvor de to boede med deres 13 måneder gamle datter, Nancy, blev Frankie mistænkt for at have myrdet sin mand og skaffet sig af med liget. Den 10. januar 1832 blev Frankie anholdt sammen med sin mor og den 14-årige lillebror, Blackstone Stewart, som blev mistænkt for at have hjulpet med at skaffe liget af vejen. De blev ført til Morganton, administrativt centrum (county seat) for Burke County, og indsat i det lokale fængsel. Moderen og broderen blev dog løsladt igen tre dage senere, og der blev kun rejst tiltale mod Frankie.

## Retssagen
Retssagen, der kun varede to dage blev afgjort alene på grundlag af indicier. Rester af knogler, fedtet aske og blod samt en hat og nogle andre genstande, som mentes at stamme fra Charlie, var det, der var af beviser. Der blev ikke fundet nogle ligdele, der konkret identificerede de fundne rester som Charles Silver, og på den tid, var der ikke andre muligheder for identifikation så som blodtypebestemmelse eller DNA analyse. Ifølge anklageren havde Frankie dræbt sin mand med en økse, og derefter parteret liget, som hun derefter havde forsøgt at brænde i pejsen. Da dette ikke lykkedes, havde hun gravet resterne ned uden for huset. Det var ingen vidner til handlingen, og på opfordring fra sin far og sin forsvarer, nægtede Frankie sig skyldig under hele sagen.
Anklageren anførte som motiv, at Frankie havde været jaloux over et påstået forhold, som Charlie havde haft til en anden kvinde. Frankie selv blev ikke hørt. Efter gammel engelsk lov, som stadig blev brugt i de tidligere kolonier, måtte en anklaget ikke vidne i en sag mod sig selv. På baggrund af anklagerens påstand blev Frankie fundet skyldig i mord, og hun blev dømt til døden ved hængning. Efter sagens afslutning indrømmede Frankie mordet, men forklarede at hun havde slået manden ihjel i selvforsvar, fordi han ville skyde hende i fuldskab. Flere naboer, som ikke var blevet afhørt under sagen, kunne bekræfte, at Charlie ofte var voldelig overfor Frankie, ikke mindst, når han var fuld.

## Efter dommen
På baggrund af Frankies historie blev der sendt en ansøgning om benådning til guvernøren. Såvel sheriffen som syv af de tolv jurymedlemmer, der havde dømt Frankie, skrev under på denne ansøgning, foruden mange andre fra såvel Kona som Morganton. Inden han kunne nå at tage stilling til sagen, gik guvernør Montford Stokes imidlertid af, og hans afløser, den kun 31-årige David Swain, valgte af ukendte årsager at lade være med at benåde Frankie Silver, selv om han på samme tidspunkt benådede to andre dødsdømte kvinder.

### Flugt
Den 18. juni 1832 (en enkelt kilde har 18. maj 1833) blev Frankie befriet fra fængslet af sin far, en onkel og nogle af sine brødre. De blev sandsynligvis hjulpet af arrestforvareren, John Maguire, som var en af de, der havde skrevet under på den første benådningsansøgning. Flugten blev imidlertid kortvarig, selv om Frankie var blevet klippet korthåret og klædt ud som dreng. Allerede få dage senere blev hun pågrebet og ført tilbage til fængslet.
Heller ikke en ny benådningsansøgning, underskrevet af Morgantons overklassekvinder, påvirkede guvernøren. Senere rygter ville vide, at den velhavende Silver-klan havde påvirket guvernøren til at undlade at give en benådning, men der er ingen beviser på dette. 
Der skulle nu fastsættes en ny dato for henrettelsen idet benådningsansøgningerne havde opsættende virkning. På grund af den måde retssystemet i North Carolina fungerede på, med kun to årlige retsterminer af hver ca. en uges varighed, blev datoen for henrettelsen derfor først fastlagt i foråret 1833, og den 12. juli 1833 skulle Frankie så hænges.

### Henrettelse og begravelse
Hvordan selve henrettelsen fandt sted vides ikke med sikkerhed, men sandsynligvis blev hun efter tidens skik anbragt på en vogn, mens en løkke blev bundet til en galge, hvorefter vognen blev trukket væk under hende. Det vides dog, at hun var iført en hvid kjole, som hun havde fået af byens kvinder.
Efter henrettelsen fik hendes far udleveret liget, som han ville føre hjem til Kona. Imidlertid betød varmen, at han indså, at han ikke kunne nå hjem, mens liget endnu var i god behold. Han besluttede derfor at begrave Frankie nær en lokal kro, 10 miles (16 km) vest for Morganton, hvor han havde gjort ophold. I 1952 satte redaktøren af Morganton News-Herald, Beatrice Cobb, en granitsten på det formodede gravsted. På stenen er Frankies efternavn fejlskrevet som Silvers.

## Eftertiden
Moderne forsvarsadvokater mener, at Frankie Silber fik dårlig rådgivning af sin far og sin forsvarsadvokat. Havde hun indrømmet "drab i selvforsvar", var hun formodentlig sluppet med en kort fængselsstraf, hvis ikke hun helt var blevet frikendt.

### Rygter
Allerede ved henrettelsen blev der skrevet en sang om sagen. En historie hævder, at Frankie selv havde skrevet sangen, som hun sang, da hun blev bedt om "sine sidste ord". I denne sang indrømmede hun at have dræbt manden i jalousi. I dag ved man imidlertid, at sangen blev skrevet af en lokal skolelærer, Tony Scott, som havde fået den trykt, og uddelte den ved henrettelsen. Frankie selv sagde ikke noget, da hun stod ved galgen. Da hun tilsyneladende ville udtale sig, råbte hendes far: "Die with it in you, Frankie" (dansk: "Dø med det i dig, Frankie") og så tav hun stille. 
Senere rygter fortalte, at Charlie havde haft adskillige elskerinder, og der opstod også rygter om, at det var gået hele Stewart-slægten ilde. Hendes bror, Blackstone, skulle være blevet hængt for hestetyveri i Kentucky, faderen skulle være død, da et træ væltede ned over ham kort tid efter henrettelse, og moderen døde af et klapperslangebid få måneder efter faderens død. Broderen Joseph døde under mystiske omstændigheder i 1863, mens en anden bror, Jackson blev skudt under borgerkrigen i 1864. Kun broderen John overlevede til en høj alder og døde som 92-årig. Ingen af disse historier har imidlertid noget på sig bortset fra, at John faktisk levede til en høj alder. Frankies mor var i live så sent som i 1850, og broderen Jackson var før borgerkrigen en respekteret sherif i Yancey County (1854-1858). Også Joseph havde været sherif i Yancey County før sin bror (1852-1854) Joseph blev sandsynligvis dræbt under borgerkrigen, selv om et rygte vil vide, at han blev myrdet af medlemmer af Silver-familien som hævn (i så fald har de ventet over 30 år på at hævne sig på en mand, der intet havde med sagen at gøre). Man ved ikke noget sikkert om, hvordan Blackstone døde. Han nåede dog at blive gift og få adskillige børn.
En vedholdende påstand både i den mundtlige overlevering og på adskillige hjemmesider om sagen er, at Frances Stewart Silver var den første kvinde, der blev henrettet i North Carolina. Dette er imidlertid ikke korrekt. Hun var end ikke den første kvinde, der blev henrettet i Morganton. Allerede i 1738 eller 1739 blev Caroline Sullivan hængt i Edenton, og i 1788 blev Elisabeth Wells og hendes mand, John, begge hængt for mordbrand i Morganton. En kvindelig slave, Betsey, blev i 1813 hængt i Morganton for mordet på sin ejer

## Sagen i populærkulturen
Historien om Frankie Silver danner grundlag for Sharyn McCrumbs roman The Ballad of Frankie Silver fra 1999. 

## Eksterne links
- About Frankie Silver from Murderpedia Arkiveret 4. februar 2016 hos  Wayback Machine
- North Carolina History Project Arkiveret 2. oktober 2015 hos  Wayback Machine
- Frankie Silver på findagrave.com med blandt andet billeder af gravstenen Arkiveret 6. november 2015 hos  Wayback Machine
- Tekst til sangen om Frankie Silver Arkiveret 4. november 2015 hos  Wayback Machine